# Canephora paleoferella
Canephora paleoferella är en fjärilsart som beskrevs av Charles Théophile Bruand d’Uzelle 1850. Canephora paleoferella ingår i släktet Canephora och familjen säckspinnare. Inga underarter finns listade i Catalogue of Life.